# Doktor Sen
Doktor Sen (ang. Doctor Sleep) – powieść Stephena Kinga z 2013 roku. Kontynuacja horroru Lśnienie z 1977 roku.

## Fabuła
Powieść ukazuje dalsze losy Dana Torrance, który dręczony koszmarami hotelu Panorama błąka się po Ameryce, aż w końcu osiada w małym miasteczku New Hampshire. Tam dzięki swojej mocy niesie ulgę umierającym ludziom, dzięki czemu zdobywa pseudonim "Doktora Sen". Nie wie jednak, iż wkrótce na jego drodze stanie Prawdziwy Węzeł, organizacja prawie nieśmiertelnych istot polujących na dzieci obdarzone tym samym darem co Dan. Powieść zdobyła w 2013 Nagrodę Brama Stokera.
Polskie tłumaczenie zostało wydane przez Prószyński i S-ka w 2013.

## Ekranizacja
8 listopada 2019 roku do amerykańskich kin trafiła filmowa adaptacja Doctor Sleep, w reżyserii Mike’a Flanagana. Główne role grają m.in. Ewan McGregor (jako Danny Torrance), Rebecca Ferguson i Jacob Tremblay. Polska premiera odbyła się 15 listopada 2019. Film zapowiadany był zarówno jako sequel  Lśnienia Stanleya Kubricka, jak i adaptacja powieści Doctor Sleep. Pewne zmiany w fabule, aby zachować ciągłość, zostały zaakceptowane przez Stephena Kinga.